# 天鵝少女

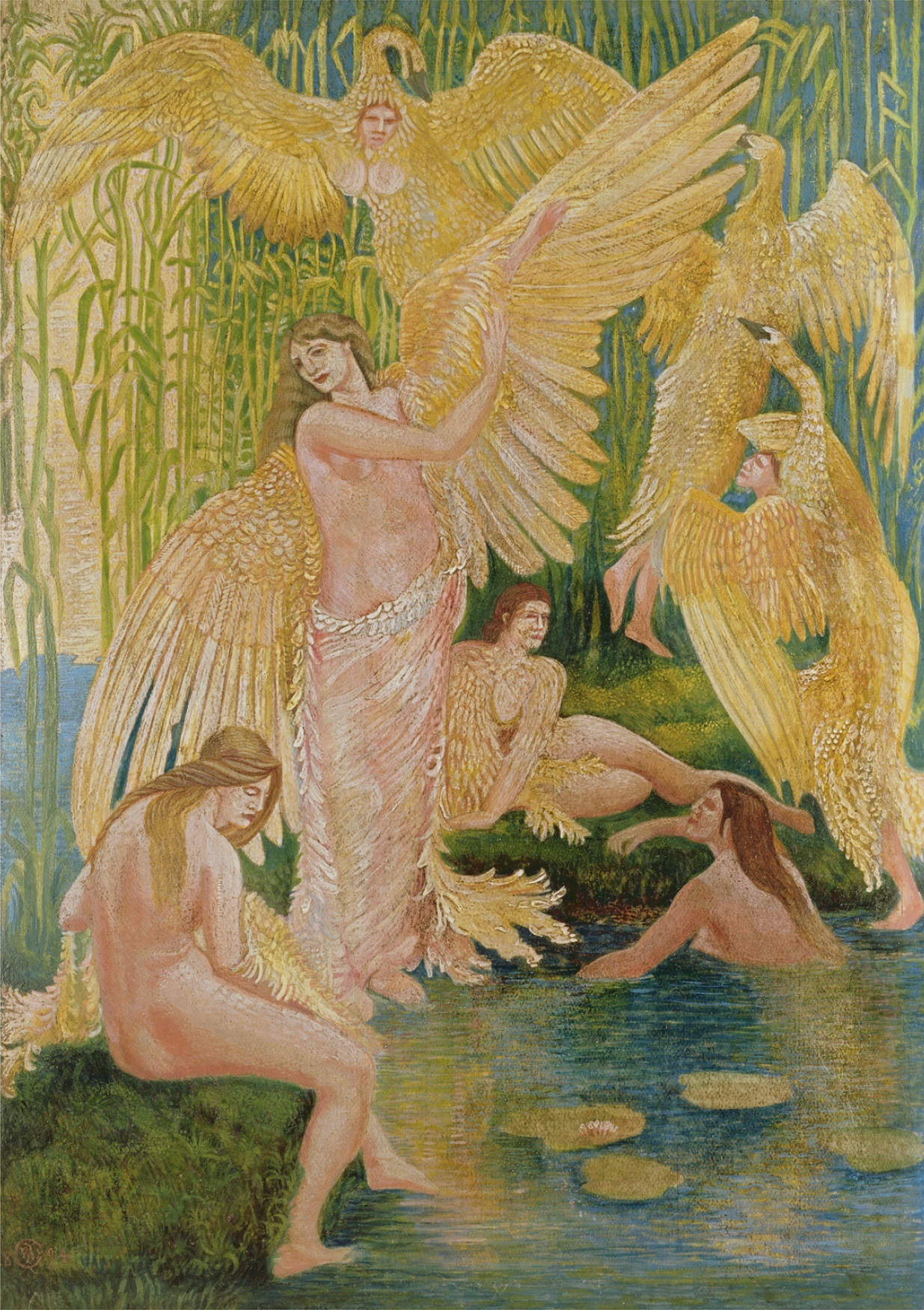
天鵝少女

天鵝少女（英語：Swan Maiden）是一种神话生物，可以从人形变成天鹅形。变形的关键通常是天鹅皮，或者一件有天鹅羽毛的衣服。在这类民间故事中，男性角色偷窥少女，通常在某个水域（通常是用作沐浴），然后抢走羽毛衣服（或其他衣物），阻止她飞走（或游走，或以其他方式使她无助），迫使她成为他的妻子。世界各地都有类似的故事，尤其是《 Völundarkviða》和格林童话KHM 193《鼓手》也有许多涉及其他动物的类似故事。

## 神话特征
1. 一群鸟飞到湖边，脱下羽衣露出女性的身姿，在湖里洗澡。
2. 男子藏匿了羽衣，其中一个仙女飞不起来，只好留了下来。
3. 男子和仙女成婚，生下了子女。
4. 仙女找到羽衣，只身一人（有时是带着孩子）返回天界。

## 各文化中的天鵝少女
- 女武神
- 天女
- 織女
- 七仙女

## 流行文化

### 漫画
- 夢幻天女
- 我的女神

### 游戏
- 仙剑奇侠传[3][4]

## 外部連結
- Various swan maiden tales.（页面存档备份，存于）
- Icelandic tale.
- Various tales.
- A Swedish swan maiden tale translated into English.
- "The She-Wolf"（页面存档备份，存于）, Croatian tale
- The Swan Maidens as collected by Joseph Jacobs
- Archived audio recording of "The Swan Maiden" folktale